# Carolyn Christov-Bakargiev
Carolyn Christov-Bakargiev (Ridgewood, Nueva Jersey, 2 de diciembre de 1957) es una crítica, comisaria de arte e historiadora estadounidense. Directora del Museo de Arte Contemporáneo Castillo de Rivoli de Turín, ha sido profesora visitante de la Universidad de Northwestern. En 2012 fue incluida entre las personas más influyentes del arte contemporáneo. En 2008 fue directora artística de la Bienal de Sídney y en 2013 de la Documenta de Kassel. 

## Biografía
Creció en Washington D. C. y estudió literatura, filología e historia del arte en la Universidad de Pisa. En 1981, presentó su tesis doctoral sobre la relación entre la pintura estadounidense y la poesía de la 1950, en especial sobre la obra de Frank O'Hara y su relación con el Expresionismo abstracto. Tras graduarse, se trasladó a Roma y comenzó a escribir como crítica de arte para la prensa diaria, en periódicos como Reporter o Il Sole 24 Ore. Ha escrito prolijamente sobre el movimiento denominado Arte pobre. Además, escribió monografías sobre la obra de artistas internacionales de actualidad, como William Kentridge, Janet Cardiff, Adrián Villar Rojas, Hito Steyerl, Nalini Malani, Anna Boghiguian, Giovanni Anselmo, Ed Atkins, Wael Shawky, Franz Kline, Alberto Burri o Fabio Mauri.

## Comisaria de arte
Fue responsable artística de la Villa Medici en Roma entre 1998 y 2000. Ha sido conservadora jefe en el MoMA PS1 de Nueva York, filial del MoMA. Entre otras exposiciones, ha sido directora artística de la Bienal de Sídney en 2008, titulada Revolutions - Forms That Turn. El 3 de diciembre de 2008, fue nombrada Directora artístico de la dOCUMENTA (13), que tuvo lugar del 9 de junio al 16 de septiembre de 2012, en Kassel, Alemania. En 2015, ha comisariado la 14.ª Bienal de Estambul, titulada "Agua salada: una Teoría de las Formas de Pensamiento". Desde 2016, ha sido directora de la GAM Galleria Civica d'Arte Moderna e Contemporanea Castello di Rivoli.

## Publicaciones
- Willie Doherty. In the dark, projected works (Im Dunkeln, projizierte Arbeiten), Kunsthalle Bern, 1996, ISBN 3-85780-108-5
- William Kentridge, Palais des Beaux-Arts, Brüssel, 1998, ISBN 90-74816-09-6
- Arte Povera (Themes and Movements), Phaidon Press, London, 1998, ISBN 978-0714834139
- Janet Cardiff, a survey of works (including collaborations with George Bures Miller), P.S. 1 Contemporary Art Center, Long Island City, 2001, ISBN 0-9704428-3-1
- The Moderns, Skira, Milan, 2003, ISBN 978-88-8491-544-3
- Pierre Huyghe, Skira, Milan, 2004, ISBN 978-88-8491-573-3
- with David Anfam: Franz Kline (1910–1962), Skira, Milan, 2004, ISBN 978-88-8491-866-6
- Faces in the Crowd. Picturing Modern Life from Manet to Today, Castello di Rivoli Museo d’Arte Contemporanea, Skira, Milan, Whitechapel Gallery, Castello di Rivoli Museo d’Arte Contemporanea, 2004,
- Franz Kline, Castello di Rivoli Museo d’Arte Contemporanea, Skira, Milan, Castello di Rivoli Museo d’Arte Contemporanea, 2004
- Revolutions – Forms That Turn, Biennale of Sydney, Thames and Hudson, 2008 ISBN  978-0500976845
- Thomas Ruff, Castello di Rivoli Museo d’Arte Contemporanea, Skira, Milan, Castello di Rivoli Museo d’Arte Contemporanea, 2009 ISBN 9788857201863
- Documenta 13: Catalog I/3, II/3, III/3, The Book of Books, Kassel, Hatje Cantz, 2012, ISBN 978-3775729512
- Arte Povera: Radical Uses Of Materials, Processes, And Situations, in Stedelijk Collection Reflections: Reflections on the Collection of the Stedelijk Museum Ámsterdam, Stedelijk Museum, nai010 Publishers, 2013
- 14th Istanbul Biennial Saltwater Catalogue, Istanbul, IKSV Yayinlari, 2015, ISBN 978-6055275259
- Hito Steyerl The city of Broken Windows, Castello di Rivoli Museo d’Arte Contemporanea, Skira, Milan, Castello di Rivoli Museo d’Arte Contemporanea, 2019, ISBN  9788857240299
- Foreword, in Carolee Thea, On Curating II, D.A.P. Publications, New York, 2019 ISBN  9781938922909